# World Series of Poker 2013
Le World Series of Poker 2013 sono state la 44ª edizione della manifestazione. La prima fase si è svolta dal 29 maggio sino al 15 luglio presso il casinò Rio All Suite Hotel and Casino di Las Vegas; il tavolo finale del Main Event, con nove giocatori, si è disputato nel corso della prima settimana di novembre.
Il Main Event è stato vinto dallo statunitense Ryan Riess.

## Eventi preliminari
Gli eventi in programma sono stati 62, uno in più dell'edizione precedente. La prima fase del Main Event è iniziata il 6 luglio e si è protratta fino al 15 luglio, data in cui sono rimasti in gioco i 9 finalisti che hanno disputato il tavolo finale di novembre.
| N. | Evento                                                | Iscritti | Vincitore                   | Premio     | Ultimo giocatore eliminato |
| -- | ----------------------------------------------------- | -------- | --------------------------- | ---------- | -------------------------- |
| 1  | $500 Casino Employees No Limit Hold'em                | 898      | Chad Holloway               | $84.915    | Allan Kwong                |
| 2  | $5.000 No Limit Hold'em Eight Handed                  | 481      | Trevor Pope                 | $553.906   | David Vamplew              |
| 3  | $1.000 No Limit Hold'em Re-entry                      | 3.164    | Charles Sylvestre           | $491.360   | Seth Berger                |
| 4  | $1.500 No Limit Hold'em Six Handed                    | 1.069    | John Beauprez               | $324.764   | Manig Loeser               |
| 5  | $2.500 Omaha/Seven Card Stud Hi-Low Split 8 or Better | 374      | Mike Gorodinsky             | $216.988   | Kristopher Tong            |
| 6  | $1.500 Millionaire Maker No Limit Hold'em             | 6.343    | Benny Chen                  | $1.199.104 | Michael Bennington         |
| 7  | $1.000 No Limit Hold'em                               | 1.837    | Matt Waxman                 | $305.952   | Eric Baldwin               |
| 8  | $2.500 Eight Game Mix                                 | 388      | Michael Malm                | $225.104   | Steven Wolansky            |
| 9  | $3.000 No Limit Hold'em Shootout                      | 477      | Cliff Josephy               | $299.486   | Evan Silverstein           |
| 10 | $1.500 Limit Hold'em                                  | 645      | Brent Wheeler               | $191.605   | Mark Mierkalns             |
| 11 | $2.500 No Limit Hold'em Six Handed                    | 924      | Levi Berger                 | $473.019   | Scott Clements             |
| 12 | $1.500 Pot Limit Hold'em                              | 535      | Lev Rofman                  | $166.136   | Allen Cunningham           |
| 13 | $5.000 Seven Card Stud Hi-Low Split-8 or Better       | 210      | Mike Matusow                | $266.503   | Matthew Ashton             |
| 14 | $1.500 No Limit Hold'em                               | 1.819    | Jonathan Taylor             | $454.424   | Blake Bohn                 |
| 15 | $1.500 H.O.R.S.E.                                     | 862      | Tom Schneider               | $258.960   | Owais Ahmed                |
| 16 | $10.000 Heads Up No Limit Hold'em                     | 162      | Mark Radoja                 | $331.190   | Don Nguyen                 |
| 17 | $1.500 No Limit Hold'em                               | 2.105    | Athanasios Polychronopoulos | $518.755   | Manuel Mutke               |
| 18 | $1.000 No Limit Hold'em                               | 2.071    | Taylor Paur                 | $340.260   | Roy Weiss                  |
| 19 | $5.000 Pot Limit Hold'em                              | 195      | Davidi Kitai                | $224.560   | Cary Katz                  |
| 20 | $1.500 Omaha Hi-Low Split-8 or Better                 | 1.014    | Calen McNeil                | $277.274   | Can Kim Hua                |
| 21 | $3.000 No Limit Hold'em Six Handed                    | 807      | Martin Finger               | $506.764   | Matt Stout                 |
| 22 | $1.500 Pot Limit Omaha                                | 1.022    | Josh Pollock                | $279.431   | Noah Shwartz               |
| 23 | $2.500 Seven Card Stud                                | 246      | David Chiu                  | $145.520   | Scott Seiver               |
| 24 | $1.500 No Limit Hold'em                               | 1.731    | Corey Harrison              | $432.411   | Daniel Cascado             |
| 25 | $5.000 Omaha Hi-Low Split-8 or Better                 | 241      | Danny Fuhs                  | $277.519   | Christopher George         |
| 26 | $1.000 Seniors No Limit Hold'em Championship          | 4.407    | Kenneth Lind                | $634.809   | Dana Ott                   |
| 27 | $3.000 Mixed Max No Limit Hold'em                     | 593      | Isaac Hagerling             | $372.387   | Max Steinberg              |
| 28 | $1.500 No Limit Hold'em                               | 2.115    | Jason Duval                 | $521.202   | Majid Yahyaei              |
| 29 | $5.000 H.O.R.S.E.                                     | 261      | Tom Schneider               | $318.955   | Benjamin Scholl            |
| 30 | $1.000 No Limit Hold'em                               | 2.108    | Chris Dombrowski            | $346.332   | Mathew Moore               |
| 31 | $1.500 Pot Limit Omaha Hi-Low Split-8 or Better       | 936      | Jarred Graham               | $255.942   | Marco Johnson              |
| 32 | $5.000 No Limit Hold'em Six Handed                    | 516      | Erick Lindgren              | $606.317   | Lee Markholt               |
| 33 | $2.500 Seven Card Razz                                | 301      | Bryan Campanello            | $178.052   | David Bach                 |
| 34 | $1.000 Turbo No Limit Hold'em                         | 1.629    | Michael Gathy               | $278.613   | Benjamin Reason            |
| 35 | $3.000 Pot Limit Omaha                                | 640      | Jeff Madsen                 | $384.420   | Douglas Corning            |
| 36 | $1.500 No Limit Hold'em Shootout                      | 1.194    | Simeon Naydenov             | $326.440   | Jake Schwartz              |
| 37 | $5.000 Limit Hold'em                                  | 170      | Michael Moore               | $211.743   | Gabriel Nassif             |
| 38 | $2.500 No Limit Hold'em Four Handed                   | 566      | Justin Oliver               | $309.071   | Nick Schwarmann            |
| 39 | $1.500 Seven Card Stud Hi-Low-8 or Better             | 558      | Daniel Idema                | $184.590   | Joseph Hertzog             |
| 40 | $1.500 No Limit Hold'em                               | 2.161    | Jared Hamby                 | $525.272   | Peter Hengsakul            |
| 41 | $5.000 Pot Limit Omaha Six Handed                     | 400      | Steve Gross                 | $488.817   | Salman Behbehani           |
| 42 | $1.000 No Limit Hold'em                               | 2.100    | Norbert Szecsi              | $345.037   | Denis Gnidash              |
| 43 | $10.000 2-7 Draw Lowball                              | 87       | Jesse Martin                | $253.524   | David Bakes Baker          |
| 44 | $3.000 No Limit Hold'em                               | 1.072    | Sandeep Pulusani            | $592.684   | Niall Farrell              |
| 45 | $1.500 Ante Only No Limit Hold'em                     | 678      | Ben Volpe                   | $201.399   | Paul Lieu                  |
| 46 | $3.000 Pot Limit Omaha Hi-Low Split-8 or Better       | 435      | Vladimir Shchemelev         | $279.094   | Mel Judah                  |
| 47 | $111.111 One Drop High Rollers No Limit Hold'em       | 166      | Tony Gregg                  | $4.830.619 | Chris Klodnicki            |
| 48 | $2.500 Limit Hold'em Six Handed                       | 343      | Marco Johnson               | $206.796   | Jeff Thompson              |
| 49 | $1.500 No Limit Hold'em                               | 2.247    | Barny Boatman               | $546.080   | Brian O'Donoghue           |
| 50 | $2.500 10-Game Mix Six Handed                         | 372      | Brandon Wong                | $220.061   | Sebastian Saffari          |
| 51 | $10.000 Ladies No Limit Hold'em Championship          | 954      | Kristen Bicknell            | $173.922   | Leanne Haas                |
| 52 | $25.000 No Limit Hold'em Six Handed                   | 175      | Steve Sung                  | $1.205.324 | Phil Galfond               |
| 53 | $1.500 No Limit Hold'em                               | 2.816    | Brett Shaffer               | $665.397   | David Vamplew              |
| 54 | $1.000 No Limit Hold'em                               | 2.883    | Dana Castaneda              | $454.382   | Jason Bigelow              |
| 55 | $50.000 The Poker Players Championship                | 132      | Matthew Ashton              | $1.774.089 | Don Nguyen                 |
| 56 | $2.500 No Limit Hold'em                               | 1.736    | Nikolaus Teichert           | $730.756   | Vincent Maglio             |
| 57 | $5.000 No Limit Hold'em                               | 784      | Matt Perrins                | $792.275   | Arthur Pro                 |
| 58 | $1.111 The Little One for One Drop No Limit Hold'em   | 4.756    | Brian Yoon                  | $663.727   | Cuong Van Nguyen           |
| 59 | $2.500 2-7 Triple Draw Lowball                        | 282      | Eli Elezra                  | $173.236   | Daniel Negreanu            |
| 60 | $1.500 No Limit Hold'em                               | 2.541    | Loni Harwood                | $609.017   | Yongshuo Zheng             |
| 61 | $10.000 Pot Limit Omaha                               | 386      | Daniel Alaei                | $852.692   | Jared Bleznick             |

## Main Event
Il Main Event (evento numero 62: $10.000 No Limit Hold'em) si disputa come di consueto in due fasi. La fase di qualificazione dal 6 al 15 luglio, mentre il tavolo finale con i "November Nine" si disputa in novembre. I partecipanti sono 6.352 con un premio per il vincitore di $8.359.531.

### November Nine
La situazione al tavolo prima dell'inizio del tavolo finale.
| Nome                | Nazionalità | Chips      | Braccialetti | ITM WSOP | Guadagni WSOP |
| ------------------- | ----------- | ---------- | ------------ | -------- | ------------- |
| J. C. Tran          | Stati Uniti | 38.000.000 | 2            | 40       | $1.843.946    |
| Amir Lehavot        | Israele     | 29.700.000 | 1            | 12       | $818.414      |
| Marc McLaughlin     | Canada      | 26.525.000 | 0            | 6        | $639.168      |
| Jay Farber          | Stati Uniti | 25.975.000 | 0            | 0        | 0             |
| Ryan Riess          | Stati Uniti | 25.875.000 | 0            | 3        | $30.569       |
| Sylvain Loosli      | Francia     | 19.600.000 | 0            | 0        | 0             |
| Michiel Brummelhuis | Paesi Bassi | 11.275.000 | 0            | 7        | $174.170      |
| Mark Newhouse       | Stati Uniti | 7.350.000  | 0            | 6        | $152.725      |
| David Benefield     | Stati Uniti | 6.375.000  | 0            | 12       | $455.713      |

### Risultati
| Piazzamento | Nome                | Premio     |
| ----------- | ------------------- | ---------- |
| 1°          | Ryan Riess          | $8.361.570 |
| 2°          | Jay Farber          | $5.174.357 |
| 3°          | Amir Lehavot        | $3.727.823 |
| 4°          | Sylvain Loosli      | $2.792.533 |
| 5°          | J. C. Tran          | $2.106.893 |
| 6°          | Marc McLaughlin     | $1.601.024 |
| 7°          | Michiel Brummelhuis | $1.225.356 |
| 8°          | David Benefield     | $944.650   |
| 9°          | Mark Newhouse       | $733.224   |